# Новая Зеландия на зимних Олимпийских играх 1952
Новая Зеландия принимала участие в Зимних Олимпийских играх 1952 года в Осло (Норвегия) в первый раз за свою историю, но не завоевала ни одной медали. Сборную страны представляли 2 мужчины и 1 женщина, участвовавшие в соревнованиях по горнолыжному спорту.

## Горнолыжный спорт
Спортсменов - 3
Мужчины
| Спортсмен        | Вид               | 1 попытка | 2 попытка | Всего  | Место |
| ---------------- | ----------------- | --------- | --------- | ------ | ----- |
| Хэрберт Фэмилтон | Скоростной спуск  |           |           | 3.44,6 | 65    |
| Хэрберт Фэмилтон | Гигантский слалом |           |           | 3.31,7 | 77    |
| Уильям Хант      | Слалом            | 1.29,5    | Не прошёл | -      | 75    |
| Уильям Хант      | Гигантский слалом |           |           | 3.51,6 | 81    |

Женщины
| Спортсмен      | Вид               | 1 попытка          | 2 попытка | Всего  | Место |
| -------------- | ----------------- | ------------------ | --------- | ------ | ----- |
| Аннетт Джонсон | Слалом            | Дисквалифицирована | Не прошла | -      | -     |
| Аннетт Джонсон | Гигантский слалом |                    |           | 2.57,7 | 39    |